# Awake and Alive
"Awake and Alive" je třetí singl z alba Awake americké křesťanské rockové skupiny Skillet z roku 2009 a je čtvrtou skladbou na albu. Byl vydán 15. února 2010. Před vydáním jako singl se píseň jeden týden umisťovala na 100. místě v žebříčku Billboard Hot 100 a po vydání alba Awake díky digitálnímu prodeji na 16. místě v žebříčku Billboard Top Heatseekers, čímž se stala první písní skupiny Skillet, která se dostala do Hot 100.

## Videoklip
Videoklip písně se skládá z živého vystoupení kapely na pódiu. Ve videoklipu jsou také záběry ze zákulisí kapely a ukázky z některých jejich podcastů.

## Obsazení
- John Cooper – zpěv, basová kytara
- Korey Cooper – rytmická kytar, klávesy
- Ben Kasica – sólová kytara
- Jen Ledger – bicí, zpěv
- Tate Olsen – violoncello
- Jonathan Chu – housle

## V kultuře
Píseň byla použita v propagačním videu k telenovele One Life to Live. Píseň se dále objevila ve filmu Transformers 3.